# Pennantsittich

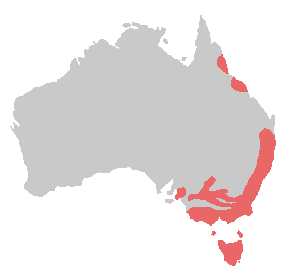
Verbreitung

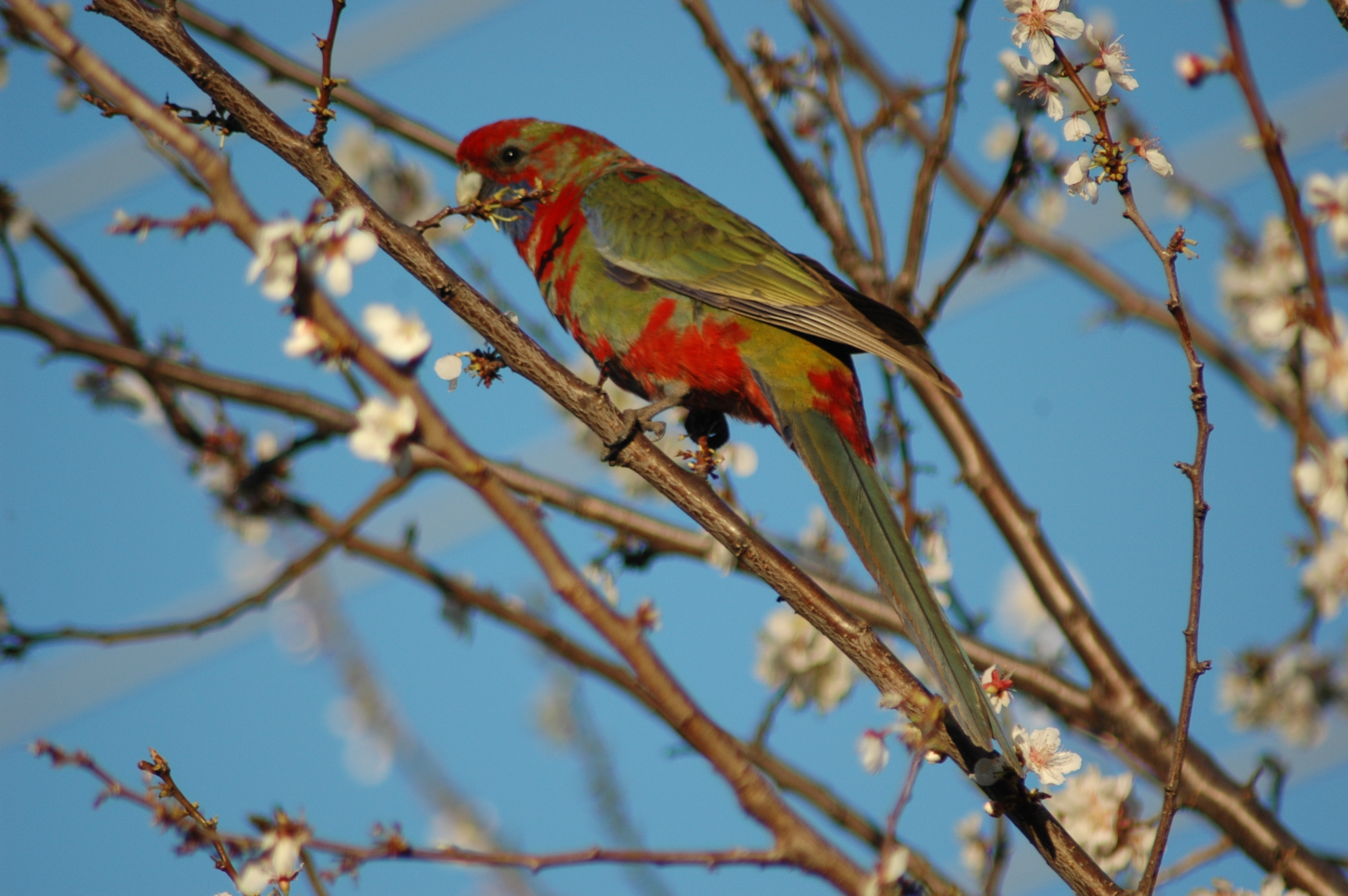
Jungvogel

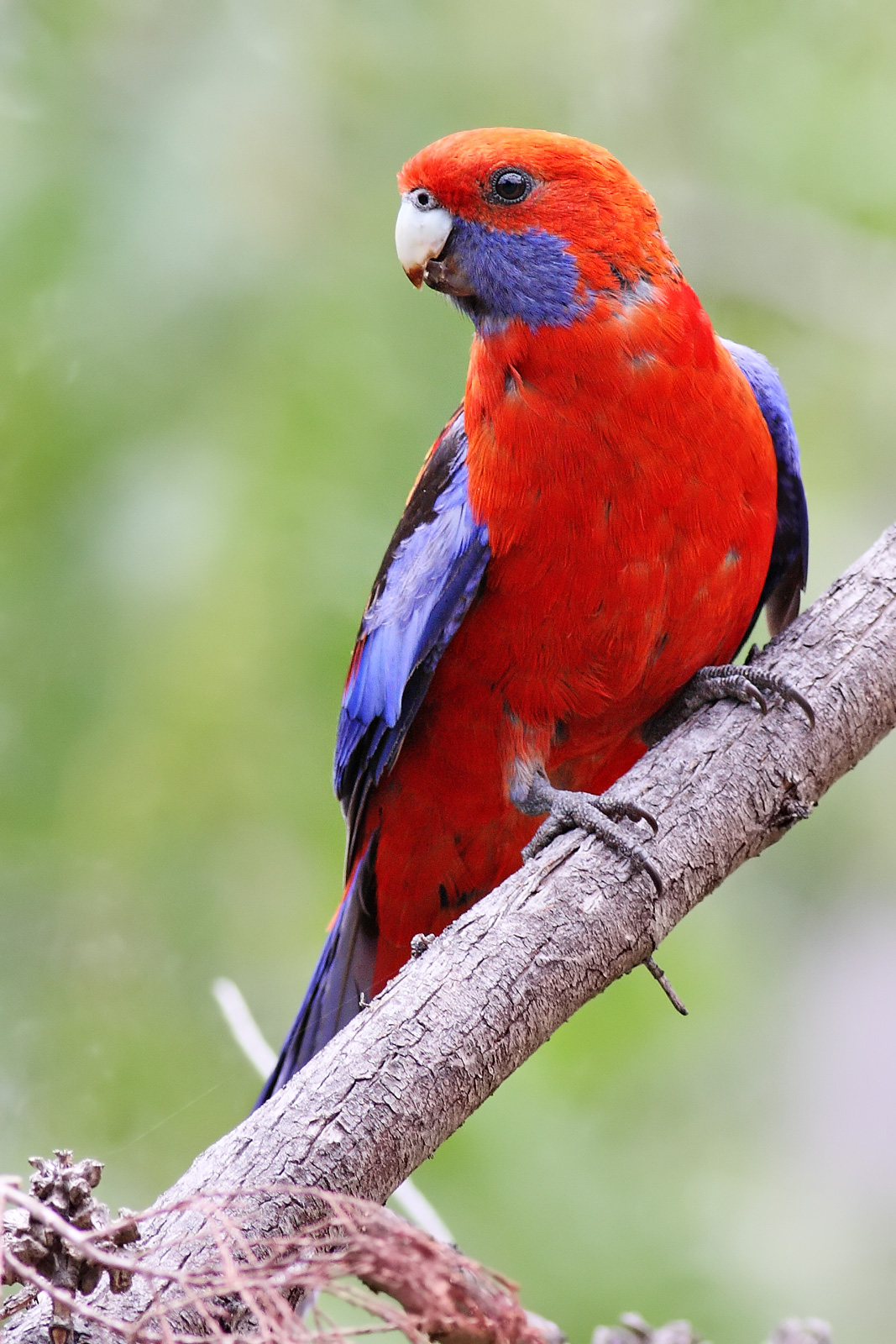
Männchen

Der Pennantsittich (Platycercus elegans) ist eine Vogelart aus der Familie der Altweltpapageien (Psittacidae).

Von manchen Autoren werden auch der sehr ähnliche Adelaidesittich (Platycercus adelaidae), mitunter sogar der überwiegend strohgelbe Strohsittich (Platycercus flaveolus) als Unterarten zum Pennantsittich gestellt.

## Erscheinungsbild
Pennantsittiche sind langschwänzige Papageien mit einer Körperlänge von bis zu 36 Zentimeter Länge und 110 bis 170 Gramm Gewicht. Männchen sind etwas größer als Weibchen. Alle drei Unterarten sind überwiegend scharlachrot, mit blauen Wangenflecken und Schwanzfedern, schwarzen Schwingen mit blauen Außenfahnen und hellblauen Flügelvorderrändern. Das Gefieder an den Schultern und am oberen Rücken ist schwarz mit roten Federsäumen. Der Oberschnabel ist hell weißlich bis gelblich, der Unterschnabel dunkler grau.
Beim Großen Pennantsittich (P. e. elegans) sind die Jungvögel vorerst überwiegend grün befiedert, mit roter Färbung nur an Unterbauch, oberer Brust und Stirn und blauer Färbung an denselben Stellen wie bei Erwachsenen. Sie bekommen erst nach etwa 14 Monaten das Erwachsenenkleid.
Der dunkler rote Kleine Pennantsittich (P. e. nigrescens) ist mit 110 bis 120 Gramm Gewicht deutlich kleiner. Seine Jungvögel sind von Anfang an rot.
Als dritte Unterart kann der North-Pennantsittich (P. e. melanoptera) unterschieden werden, der durch schmalere rote Federsäume am Rücken dunkler erscheint. Im Übrigen ist er dem Großen Pennantsittich sehr ähnlich.
In Gefangenschaft wurden zahlreiche Farbschläge herausgezüchtet.

## Verbreitung
Die Art kommt in den niederschlagsreichen Gebieten im Osten Australiens vor. Der Große Pennantsittich besiedelt das südöstlichste Queensland, den Osten von New South Wales, Victoria und den südöstlichsten Zipfel von South Australia. Eingebürgerte Vorkommen gibt es in Neuseeland und auf der Norfolkinsel nördlich davon. Der Kleine Pennantsittich lebt weiter nördlich in einem küstennahen Gebiet im Osten von Queensland zwischen Cooktown nördlich von Cairns und Mackay. Der North-Pennantsittich hat das kleinste Verbreitungsgebiet. Er kommt nur auf der Känguruinsel vor der Küste von South Australia vor.
Der Pennantsittich gilt laut IUCN als häufig und nicht gefährdet.

## Lebensraum
Der Pennantsittich bewohnt relativ feuchte Wälder, etwa Küstengebirgswälder, bis auf 2000 Meter Höhe. Er besucht aber auch Waldränder, offenes Waldland und sogar Kulturland und Parks in den Städten.

## Ernährung und Lebensweise
Die Vögel leben in Paaren oder kleinen Gruppen, nur Jungvögeln schließen sich auch zu größeren Schwärmen zusammen. Sie sind ziemlich ortstreu, nur im Winter nomadisieren die Vögel in einem weiteren Umkreis umher. Ihr Flug ist wellenförmig und sie fliegen meist in nur geringer Höhe.
Pennantsittiche suchen die Nahrung sowohl am Boden als auch auf Bäumen. Sie ernähren sich vorwiegend von Samen und Früchten, beispielsweise bedienen sie sich öfters in Obstplantagen an Stein- und Kernobst. In besonders hohem Ausmaß fressen sie auch Insektenlarven. Diese können je nach Jahreszeit bis zur Hälfte der täglichen Futtermenge ausmachen.
Die Vögel können in menschlicher Obhut 20 bis 25 Jahre alt werden – selten auch über 30 Jahre.

## Stimme
Die Stimme wird unterschiedlich bewertet, die Meinungen reichen von „ist recht angenehm und nicht sehr laut“ bis hin zu „unerträglich und in Innenräumen nicht auszuhalten“. Während der Nahrungssuche geben sie ein leises Zwitschern von sich. Nur der Alarmruf, ein metallisches „kwiik-kwiik“, ist etwas lauter. Die Stimme gleicht der des Prachtrosellas.

## Fortpflanzung
Die Brutzeit findet von September bis Januar statt. Bei der Balz sitzt das Männchen mit leicht geöffneten Flügeln neben dem Weibchen, wiegt den gefächerten Schwanz hin und her und gibt dabei ein andauerndes Geschnatter von sich.
Pennantsittiche brüten in Baumhöhlen. Das Weibchen bebrütet alleine knapp drei Wochen lang die drei bis acht Eier und wird während dieser Zeit außerhalb der Bruthöhle vom Männchen gefüttert. In den ersten paar Tagen nach dem Schlüpfen füttert das Weibchen die Jungen allein, später beteiligt sich auch das Männchen. Nach etwa fünf Wochen sind die Jungvögel flügge.

## Weitere Angaben
Der Pennantsittich ist – wohl wegen seiner auffälligen Färbung – ein beliebtes Heimtier. Er sollte aber immer paarweise und in einer ausreichend großen Voliere (mindestens 6 Meter Länge) gehalten werden. Da er ziemlich robust und sehr wetterfest ist, ist er auch für Anfänger in der Vogelhaltung geeignet.

## Unterarten
Es sind sieben Unterarten bekannt:

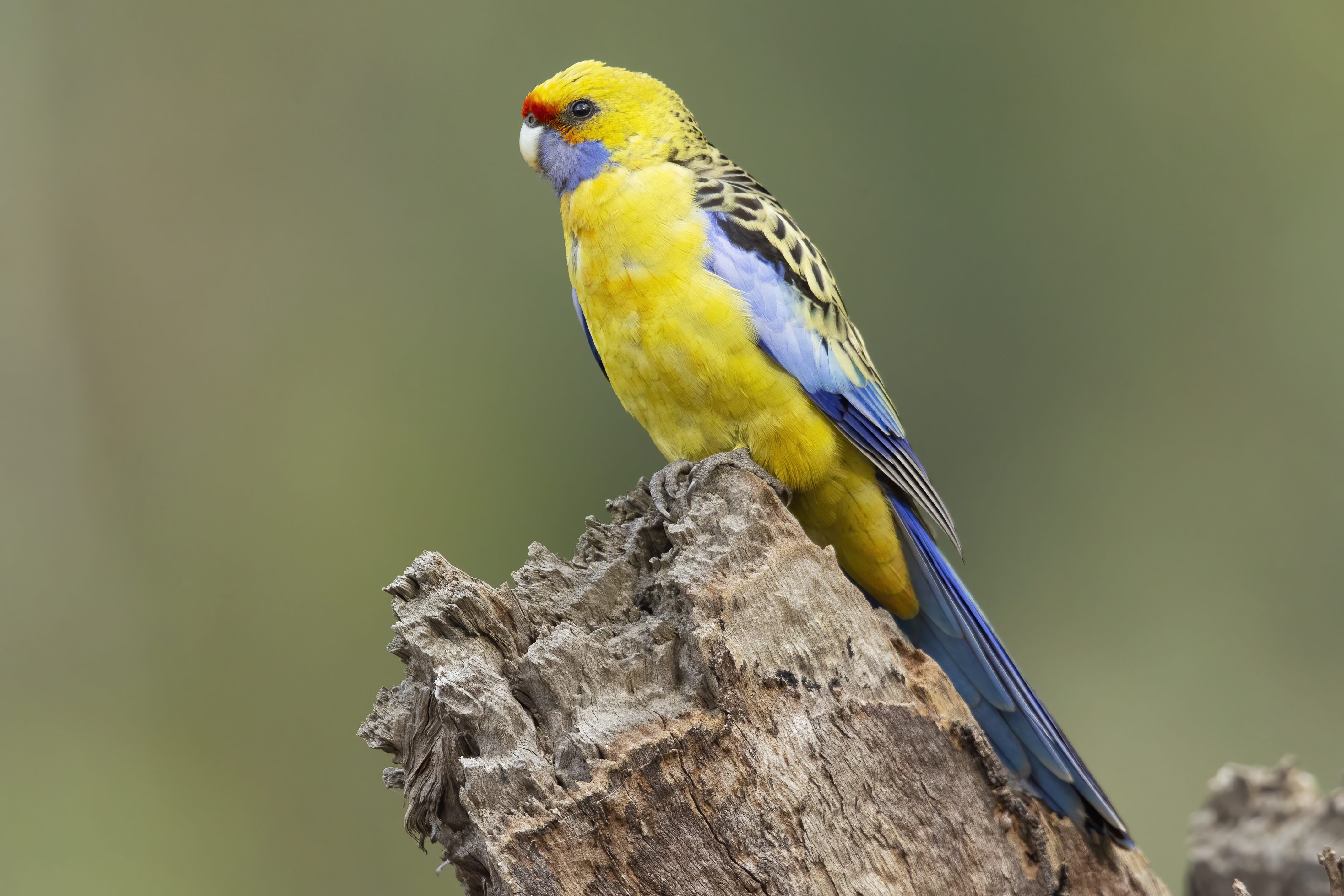
Platycercus elegans flaveolus

- Platycercus elegans nigrescens E. P. Ramsay, 1888[3] – Die Unterart kommt im Nordosten von Queensland vor.
- Platycercus elegans filewoodi McAllan & Bruce, 1989[4] – Diese Unterart ist im östlichen zentralen Queensland verbreitet.
- Platycercus elegans elegans (J. F. Gmelin, 1788)[5] – Die Nominatform kommt vom Südosten Queenslands bis in den Südosten South Australias vor.
- Platycercus elegans melanopterus North, 1906[6] – Diese Unterart ist auf der Känguru-Insel verbreitet.
- Platycercus elegans fleurieuensis Ashby, 1917[7] – Diese Subspezies ist in der Bergkette um den Mount Lofty im Bundesstaat South Australia verbreitet.
- Platycercus elegans subadelaidae Mathews, 1912[8] – Diese Subspezies ist in der Flinderskette in South Australia verbreitet.
- Platycercus elegans flaveolus Gould, 1837[9] – Diese Unterart ist am Murray River im Südosten Australiens verbreitet.